# دره بیشیگرام
دره بیشیگرام در شهرستان سوات در ایالت خیبر پختونخوا در پاکستان واقع شده است.
این دره، خانهٔ آخرین بومی‌زبانان زبان بدیشی است که تقریباً منقرض شده‌اند. 